# بخش لانوس
لانوس پارتیدو (به اسپانیایی: Partido de Lanús) یک منطقهٔ مسکونی در آرژانتین است که در استان بوئنوس آیرس واقع شده‌است. لانوس پارتیدو ۴۵ کیلومتر مربع مساحت و ۴۵۳٬۵۰۰ نفر جمعیت دارد.